# Kanton Novion-Porcien
Novion-Porcien is een voormalig kanton van het Franse departement Ardennes. Het kanton maakte deel uit van het arrondissement Rethel. Het werd opgeheven bij decreet van 21 februari 2014 met uitwerking in maart 2015.

## Gemeenten
Het kanton Novion-Porcien omvatte de volgende gemeenten:
- Auboncourt-Vauzelles
- Chesnois-Auboncourt
- Corny-Machéroménil
- Faissault
- Faux
- Grandchamp
- Hagnicourt
- Justine-Herbigny
- Lucquy
- Mesmont
- La Neuville-lès-Wasigny
- Neuvizy
- Novion-Porcien (hoofdplaats)
- Puiseux
- Saulces-Monclin
- Sery
- Sorcy-Bauthémont
- Vaux-Montreuil
- Viel-Saint-Remy
- Villers-le-Tourneur
- Wagnon
- Wasigny
- Wignicourt